# 叉斑锉鳞鲀
叉斑锉鳞鲀（学名：Rhinecanthus aculeatus），又名鴛鴦砲彈、尖吻棘魨，为輻鰭魚綱魨形目鱗魨亞目鳞鲀科锉鳞鲀属的鱼类。分布于太平洋及印度洋等热带海域，以及非洲西岸、太平洋东达夏威夷群岛、东南达邓尔贵斯群岛及大赫的岛、南达澳洲的昆士兰沿岸、西以及西沙群岛海域等，属于暖水性鱼类，棲息深度0-50公尺。本魚體呈長菱形，尾鰭截形，口端位，頰部被鱗，鰓後有大型板狀鱗片，體上半部淺黃色，下半部灰白色，頭頂有4條藍線，眼到胸鰭基部有3條藍線，口角處有一黃帶往後延伸至胸鰭前下方，體側中央灰黑色，有4或5道灰黑色帶斜向臀鰭，體背並有黃、綠帶各1條往後斜向背鰭基部，尾柄處有3縱列不等長的黑色突起，體長可達30公分，本物種的棲息地主要分布在珊瑚礁周圍，常在附近的區域覓食。在繁殖季節時會以產卵處為中心，進行領域性的巡游以保護其後代。雄性及雌性均有各自的棲息範圍，以小型的魚類或甲殼類動物、或藻類等其他有機物質為食物，可做為食用魚及觀賞魚。该物种的模式产地位在印度洋。